# ダリル・ガーデナー
ダリル・ガーデナー（Daryl Gardener 1973年2月25日- ）はメリーランド州ボルチモア出身のアメリカンフットボール選手。NFLの3チームで1996年から2003年まで8シーズンプレーした。ポジションはディフェンシブタックル。

## 経歴
ベイラー大学から1996年のNFLドラフト1巡全体20位でマイアミ・ドルフィンズに指名されて入団した。ドルフィンズでは2001年まで6シーズンプレーした。2000年7月20日にはディフェンシブランマンとしては当時史上最高額の7年4950万ドルで契約を延長した。しかし腰椎を痛めて長期欠場した。2001年11月、背中の負傷のため故障者リスト入りした。その後2002年7月にドルフィンズから解雇された。その2週間後、ワシントン・レッドスキンズと1年契約を結んだ。
2003年3月6日、デンバー・ブロンコスと7年3480万ドルで契約を結んだ。しかし7月に喧嘩をして逮捕された。またその時に手首を負傷したため、トレーニングキャンプと最初の5試合を欠場した。復帰後2試合に先発出場したが11月には控えに降格された。ディフェンスコーチやそのスキームへの批判、ラジオでのマイク・シャナハンヘッドコーチへの批判を行ったため、合計3試合でブロンコスより出場停止処分を受けた。2004年3月に500万ドルのサインボーナスを受け取ることで合意、同年6月にブロンコスより解雇された。